# Paul McCrane
Paul David McCrane, född 19 januari 1961 i Philadelphia, USA, är en amerikansk skådespelare som huvudsakligen arbetar med teater men har regelbundet haft roller i olika TV-serier.
Han är främst känd för rollen som läkaren Robert Romano i TV-serien Cityakuten och som Josh Payton i Harry's Law. Paul McCrane är sedan 1998 gift med smyckedesignern Dana Kellin, de har två barn tillsammans. Han har gjort en roll i filmen Öga för öga.